# Mio padre, che eroe!
Mio padre, che eroe! (Mon père, ce héros) è un film del 1991 diretto da Gérard Lauzier.
Il film, con protagonista Gérard Depardieu, segna l'esordio cinematografico dell'attrice belga Marie Gillain all'epoca sedicenne.

## Trama
André Arnel, un uomo maturo divorziato dalla moglie, porta in vacanza al mare la figlia adolescente Véronique: qui dovrà tenere a bada i capricci della ragazza e, in particolar modo, controllare i suoi nuovi incontri.

## Remake
Del film è stato fatto anche un remake, uscito negli Stati Uniti d'America nel 1994 con il titolo Ma dov'è andata la mia bambina? (My Father the Hero). Protagonista è sempre Depardieu, mentre nel ruolo della figlia troviamo l'attrice statunitense Katherine Heigl.